# Xavier Woods
Austin Watson (n. 4 septembrie 1986) mai bine cunoscut sub numele de Consequences Creed, este un wrestler american care evoluează începând cu anul 2010 în compania WWE sub numele Xavier Woods. Este cunoscut pentru a fi lucrat din 2007 până în 2010 în Total Nonstop Action Wrestling (TNA) sub numele de Consequences Creed, un gimmick bazat pe boxerul lui Rocky, Apollo Creed. Printre realizările sale, Watson a câștigat Campionatul Mondial în Perechi din TNA, Campionatul în Perechi din FCW (teritoriul de dezvoltare al WWE) și a câștigat ediția 2010 a turneului independent ECWA 8 Tournament.
Printre realizările sale din WWE se află doua Campionate în Perechi din WWE, cu Big E si Kofi Kingston. 
În plus, are un canal de Youtube numit "UpUpDownDown", unde face gameplay-uri de jocuri și știri despre aceeași categorie, primind vizite a personaje cunoscute.

## Viața personală
Creed s-a născut în Columbus, Georgia , în 1986, și a absolvit la Sprayberry High School în Marietta in 2004. În același an a început să studieze psihologie și filozofie la Furman Univeristy în Greenville, Carolina de Sud. Creed a absolvit universitatea cu o diplomă în psihologie și filosofie minore pe 10 iunie din 2008.
Din 18 martie 2015 este partner-ul (propietar, care primește majoritatea veniturile economice) și principalul prezentator al canalului de gaming de pe Youtube "UpUpDownDown", care pe data din luna noiembrie a anului 2016 are 801.228 abonați și 72.613.976 reproduceri.

## În Wrestling
- Manevre de final
  - Culture Shock – 2010–2011
  - Lost in the Woods – 2013–2015
  - Shining wizard – 2015–prezent
  - Tornado DDT – 2011–2013

## Campionate și realizări
- Deep South Wrestling
  - Deep South Heavyweight Championship (1 data)

- East Coast Wrestling Association
  - ECWA Super 8 Turneu (2010)

- Florida Championship Wrestling
  - FCW Florida Tag Team Championship (1 data) - cu Wes Brisco

- WWE
  - WWE Tag Team Championship (de 2 ori) - cu Kofi Kingston & Big E
  - WWE SmackDown Tag Team Championship (4 ori, prezent) 1 – cu Big E și Kofi Kingston
  - WWE SmackDown Tag Team Championship Tournament (2018) – cu Big E și Kofi Kingston[1]

- NWA Anarchy
  - NWA Anarhie Tag Team Championship (1 data) - cu Hayden Young[2]

- Total Nonstop Action Wrestling
  - TNA World Tag Team Championship (1 data) - cu Jay Lethal